# Exilová vláda
Exilová vláda je skupina lidí, která jedná jako vláda určité země, ačkoli svoji činnost musí vykonávat jinde, v exilu. Nejčastěji je to vláda, která byla ve vlastní zemi zbavena moci buď revolucí či občanskou válkou, anebo vojenskou okupací cizí mocností. To byl případ mnoha evropských zemí, okupovaných za druhé světové války nacistickým Německem. Také Československo mělo v letech 1940-1945 své Prozatímní státní zřízení se sídlem v Londýně, vedené prezidentem Edvardem Benešem a premiérem Janem Šrámkem.

## Funkce exilové vlády
Exilová vláda nemůže ve své zemi vládnout a její možnosti jsou velmi omezené. Jejím cílem proto musí být změna poměrů ve vlastní zemi, obnovení její nezávislosti a podobně. Tuto změnu může připravovat a podporovat i z ciziny diplomatickým jednáním i účinnou pomocí, za války například vytvářením vlastních vojenských jednotek. Její možnosti v zahraničí závisejí na celkové politické situaci, na míře podpory domácí - a z hlediska exilové vlády nelegitimní - vlády v zahraničí i na podpoře, jakou má exilová vláda ve své zemi. První starostí exilové vlády je tedy přesvědčovat zahraniční vlády o nelegitimnosti vlády domácí a naopak o vlastní legitimitě. To je snazší za války, pokud je domácí vláda dosazena nepřítelem, nebo po revoluci, kterou významné země pokládají za nelegitimní převrat. Legitimitu exilové vlády nelze pochopitelně ověřit svobodnými volbami a podporuje ji zejména, může-li se vykázat nějakou kontinuitou s předchozí řádnou vládou.

## Historie
Předchůdcem exilových vlád byli uprchlí panovníci a pretendenti na trůn. V zápasech o následnictví po zemřelém panovníkovi se poražení uchazeči mohli uchýlit například k sousednímu panovníkovi a přesvědčovat ho, aby v jejich prospěch zasáhl. Tak tomu bylo ještě v případě anglického krále Karla II., který se v letech 1649-1660 z Nizozemska domáhal svého návratu na trůn, nebo francouzských Bourbonů v letech 1789-1814.
Několik exilových vlád vzniklo po první světové válce, když bylo Bělorusko, Ukrajina a Gruzie připojeny k Sovětskému svazu. V roce 1939 vznikla španělská republikánská vláda v Mexiku a polská exilová vláda v Paříži a později v Londýně. Roku 1940 vznikly exilové vlády Belgie, Československa, Francie, Holandska, Lucemburska, Norska a Řecka a rok později ještě Jugoslávie a Filipín. Většina z nich dosáhla svého cíle, polská však zůstala v exilu a rozpustila se až po zvolení Lecha Wałęsy prezidentem roku 1990. Roku 1943 vytvořili indičtí nacionalisté exilovou vládu, známou také jako Svobodná Indie, v Japonci obsazeném Singapuru. Do Londýna také emigroval albánský král Zog a etiopský císař Haile Selassie I., který se po válce vrátil, ale po převratu roku 1974 založil novou exilovou vládu.
V současné době existuje řada exilových vlád, zejména afrických a asijských zemí, například Tibetu.